# Irondequoit (Nowy Jork)
Irondequoit – miasto w Stanach Zjednoczonych, w stanie Nowy Jork, w hrabstwie Monroe.